# منتخب كندا لكرة الطائرة للسيدات
منتخب كندا الوطني لكرة الطائرة للسيدات (بالفرنسية: Équipe du Canada féminine de volley-ball)‏ هو ممثل كندا الرسمي في المنافسات الدولية في كرة طائرة في فئة كرة الطائرة للسيدات.